# Every Teardrop Is a Waterfall (EP)
Every Teardrop is a Waterfall es un EP de Coldplay, lanzado el 26 de junio de 2011. La salida de este EP fue lanzada durante una serie de festivales antes de su quinto disco. El disco se podría conseguir en diferentes formatos CD, Vinilo y Digital. 

## Lista de canciones
| CD  |                                 |          |  |
| N.º | Título                          | Duración |  |
| 1.  | «Every Teardrop Is A Waterfall» | 4:03     |  |
| 2.  | «Major Minus»                   | 3:30     |  |

| Digital EP |                                 |          |  |
| N.º        | Título                          | Duración |  |
| 1.         | «Every Teardrop Is A Waterfall» | 4:02     |  |
| 2.         | «Major Minus»                   | 3:30     |  |
| 3.         | «Moving To Mars»                | 4:18     |  |